# Hai Quan
El Hai Quan fue un equipo de fútbol de Vietnam que alguna vez jugó en la V-League, la liga de fútbol más importante del país.

## Historia
Fue fundado en el año 1975 en la ciudad de Ho Chi Minh City y es conocido por ser uno de los equipos fundadores de la V-League tras la re-unificación de Vietnam del Norte y Vietnam del Sur en 1980. Lograron ganar su único título de la V-League en la temporada 1991, así como 2 títulos de copa en años consecutivos. Su última temporada en la máxima categoría fue en 1998, luego de disputar el play-off por la permanencia ante el Thua Thien Hue FC.
A nivel internacional participaron en 3 torneos continentales, en los cuales nunca pudieron superar la primera ronda.
El equipo desapareció oficialmente al terminar la temporada 2001/02 debido a dificultades financieras.

## Palmarés
- V-League: 1

1991
- Copa de Vietnam: 2

1996, 1997

## Participación en competiciones de la AFC
| Temporada | Torneo                 | Ronda            | Club                    | Casa | Visita | Global |
| --------- | ---------------------- | ---------------- | ----------------------- | ---- | ------ | ------ |
| 1993      | Copa de Clubes de Asia | Clasificatoria 1 | Arseto Solo             | 0-0  | 2-3    | 2-3    |
| 1997/98   | Recopa de la AFC       | 1                | Suwon Samsung Bluewings | 1-5  | 0-4    | 1-9    |
| 1998/99   | Recopa de la AFC       | 1                | Sarawak FA              | 1-2  | 1-3    | 2-5    |